# Sputnik 7
Sputnik 7 (Tyazheliy-Sputnik 4) fu il nome dato alla prima sonda spaziale sovietica destinata a raggiungere Venere. Fu lanciata dal cosmodromo di Baikonur il 4 febbraio 1961 con un razzo vettore Molniya. La navicella entrò in orbita attorno alla Terra, ma il quarto stadio che doveva lanciarla verso Venere non funzionò e la sonda restò in orbita terrestre.
Le sue grandi dimensioni (pesava 6.483 kg) indussero alcuni osservatori occidentali a pensare ad una missione umana fallita, ipotesi rafforzata dalle registrazioni ottenute dal centro di ascolto radio dei fratelli torinesi Judica Cordiglia. Alcuni giorni dopo (12 febbraio 1961) i sovietici lanciarono verso Venere la sonda gemella Venera 1.